# Andrzej Heinrich

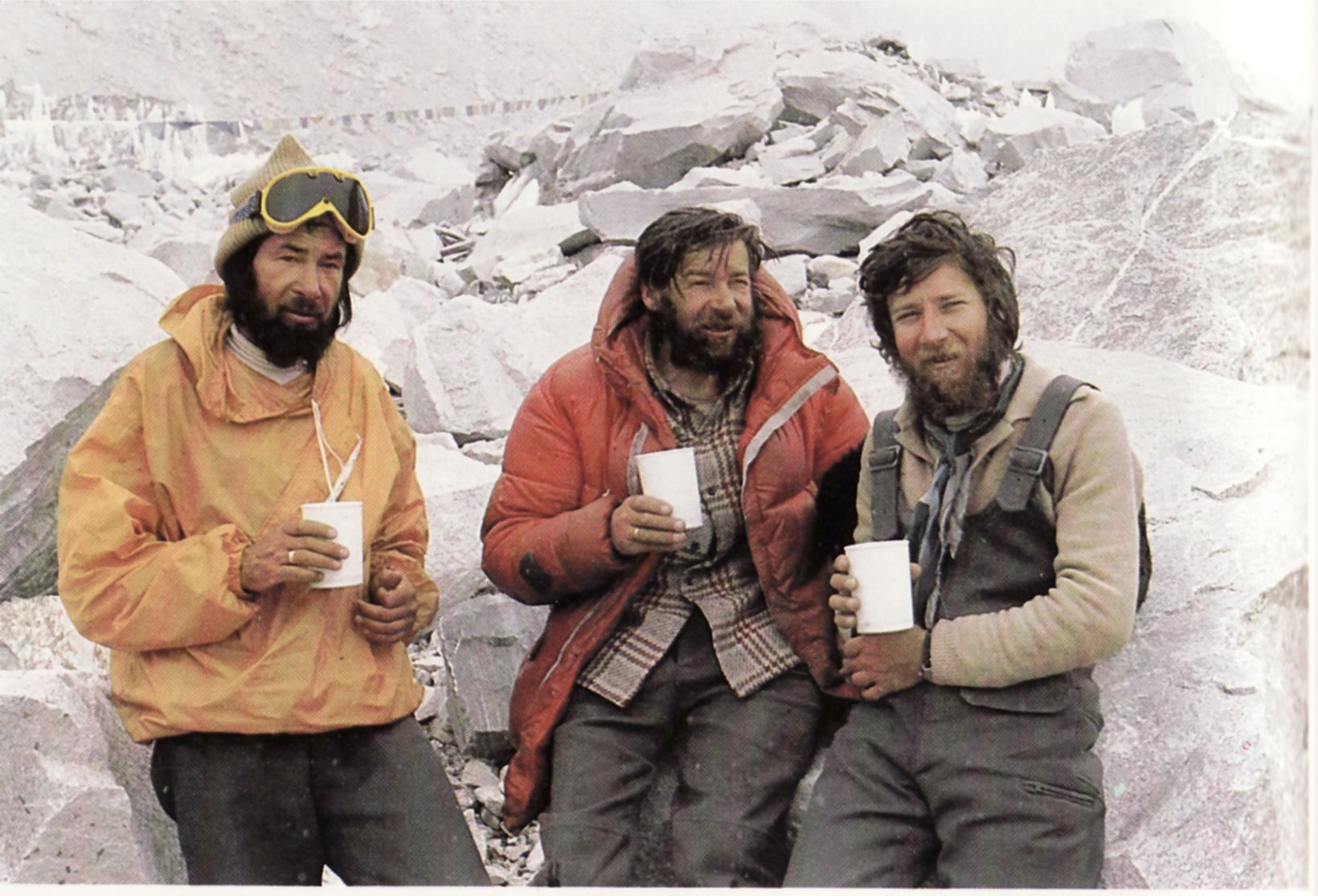
Andrzej Heinrich zusammen mit Kazimierz Olech und Andrzej Czok im Basislager am Mount Everest (1980)

Zygmunt Andrzej Heinrich, Pseudonym „Zyga“, „Dziadek“ (* 21. Juli 1937 in Łbowo; † 27. Mai 1989 am Mount Everest) war ein polnischer Bergsteiger und Ingenieur. Er wurde durch eine Lawine an den Hängen des Mount Everests getötet.

## Biografie
Heinrich begann mit dem Bergsteigen im Jahr 1958 mit seinem Partner Lucjan Sadus in der heimischen Hohen Tatra. Im Jahre 1962 erstieg er zusammen mit Janusz Kurczab die Kazalnica Mengusovská.
Ab 1962 kletterte er auch in den Alpen, darunter in den italienischen Dolomiten. Im Jahr 1965 beging er die Westwand des Petit Dru und im Jahr 1968 eine neue Route auf den Grandes Jorassess.
Ab 1966 kletterte er auch im asiatischen Hochgebirge.
Heinrich war im polnischen Tatra-Club, er war ein Mitglied des Himalaya-Clubs und Koautor des Buches „Ostati Atak na Kunyang Chhish“ (dt. Letzter Angriff auf den Kunyang Chhish) (Warschau 1973) auf Deutsch erschienen als „Gipfelsturm im Karakorum“ (Leipzig 1977).

## Bergfahrten in die asiatischen Hochgebirge
Seine erste Reise in die asiatischen Hochgebirge führte ihn als Mitglied der vierten Polnischen Hindukusch-Expedition 1966 in den Hindukusch, wo ihm am 30. August zusammen mit Maciej Kozlowski, Andrzej Mróz, Jacek Poreba und Jerzy Potocky die vierte Besteigung des 7485 Meter hohen Noshaq gelang. Dabei wurden außerdem der Ost- und der Westgipfel des Noshaq erstbestiegen. Der Expeditionsmannschaft gelangen weitere Gipfelerfolge an niedrigeren Bergen, wobei die Erstdurchsteigung der 2000 Meter hohen Westwand des Gunbaz-e-Safed, für die Heinrich und Lucjan Saduś 3 Tage benötigten, eine herausragende Leistung darstellte. Auf dem Rückweg von einem weiteren Besteigungsversuch kam es am 4. September zu einem Lawinenabgang, bei dem Potocki getötet und Heinrich verletzt wurde.
1969 nahm er an einer Expedition zum 7458 Meter hohen Malubiting im Karakorum teil. Richard Szafirski (Expeditionsleiter), Roman Petrycki, Andrzej Kus und Heinrich gelang die Erstbesteigung des Sattels zwischen Malubiting und Spantik, den sie Polan La (Polen-Pass) tauften sowie am 8. Oktober die Erstbesteigung des 6834 Meter hohen Malubiting Nordost. Den Aufstieg zum damals unbestiegenen Hauptgipfel mussten sie auf 7100 Metern wegen Neuschnee und Lawinengefahr abbrechen.
Erfolgreicher verlief die polnische Karakorum-Expedition zum 7852 Meter hohen Kunyang Chhish, dem damals zweithöchsten unbestiegenen Berg der Erde. Andrzej Zawada, Jan Stryczyński, Richard Szafirski und Heinrich gelang die Erstbesteigung am 26. August.
Da sich polnische Bergsteiger schon häufig an Winterbesteigungen versucht hatten, sollte diese Praxis auch auf den Himalaya angewendet werden, im besten Falle sollte mit einer Winterbesteigung des Mount Everest Aufsehen erregt werden. Schwieriger als die Witterungsbedingungen war aber zunächst das Erlangen einer Expeditionsgenehmigung, denn die nepalesischen Behörden vergaben damals nur eine Genehmigung pro Saison und Berg. Eine polnische Expedition hatte 1974 jedoch Glück, dass sich eine französische Everestexpedition bereit erklärte, das Basislager am Everest mit ihnen zu teilen, sodass die Polen eine Besteigung des benachbarten Lhotse angehen konnten. Allerdings galt die Genehmigung von Nepal nur bis zum 31. Dezember, eine Verlängerung wurde beantragt. Die Expedition begann im November tragisch, denn während der Einrichtung der Lagerkette verstarb der Kameramann Staszek Latello im Abstieg von Lager drei. Erst nachdem die Wetterbedingungen eine Bergung und Bestattung des Leichnams in einer Gletscherspalte zugelassen hatten, wurde die Besteigung fortgesetzt. Den Abend des 24. Dezember 1974 verbrachte Heinrich zusammen mit Andrzej Zawada im Lager vier an der Lhotse-Westwand auf 7800 Metern, wo sie das exotischste Weihnachten ihres Lebens mit für diesen Anlass mitgeführtem roten Borschtsch und Karpfen in Aspik feierten. Am nächsten Tag stiegen sie bis auf eine Höhe von 8350 Metern, wo sie orkanartige Winde zur Umkehr zwangen. Im Basislager erwartete sie ein Telegramm aus Kathmandu, in dem das Verlassen des Basislagers bis zum 31. Dezember gefordert wurde. Dennoch konnte die Expedition als Erfolg verbuchen, dass zum ersten Mal im Winter die Höhe von 8000 Metern erreicht werden konnte.

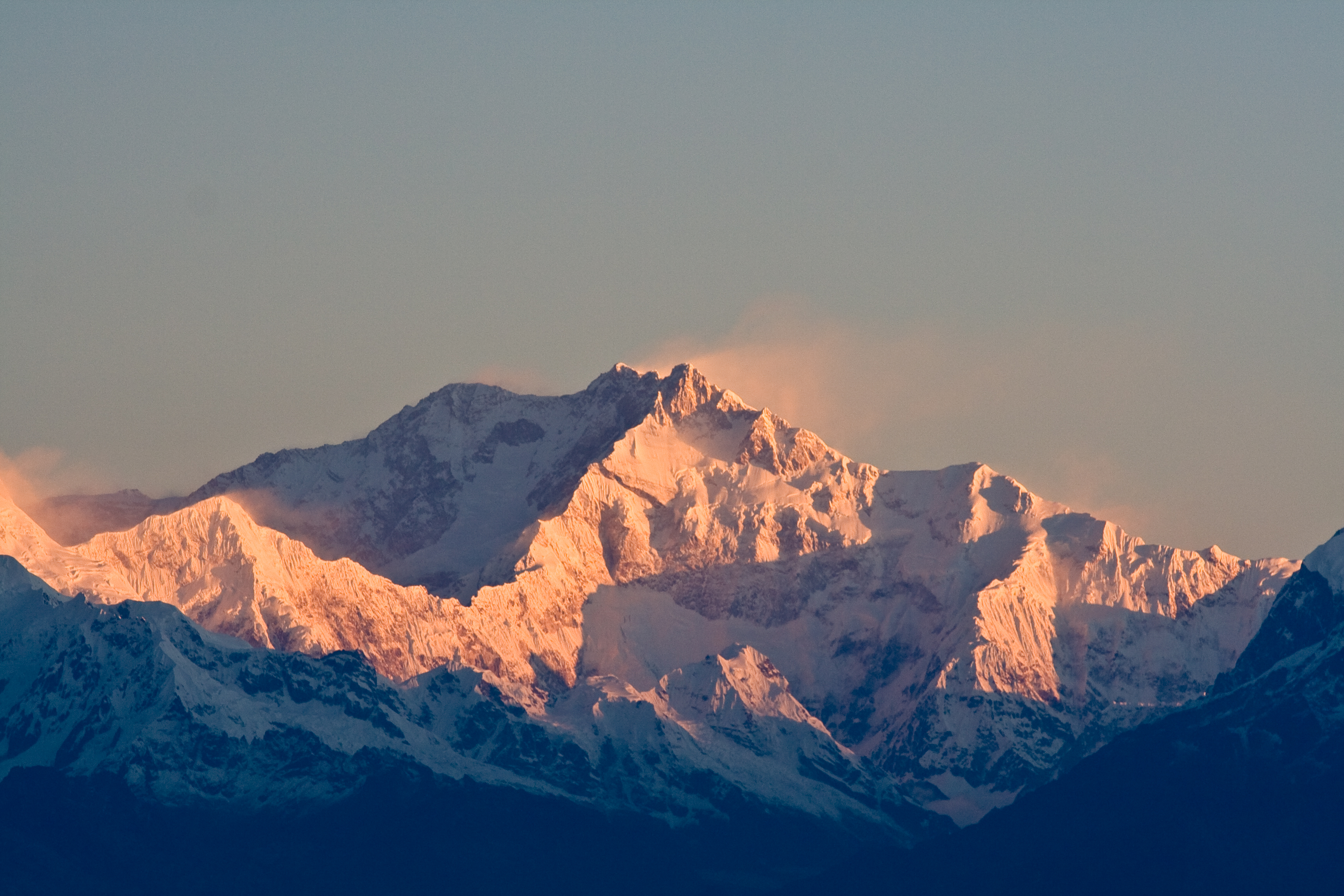
Der Kangchendzönga mit dem Südgipfel über der sonnenbeschienenen Südwand, dahinter Mittel- und Hauptgipfel, weiter links die Kuppe des Westgipfels (Abstand zw. Süd- und Hauptgipfel: ca. 1,5 km.)

Das Ziel seiner nächsten Expedition hatte Heinrich bereits vom Gipfel des Kunyang Chhish aus in der Ferne gesehen, den „mit gigantischer Kraft den Blick auf sich ziehende[n], aus den Wolken aufsteigende[n] K2“. Die Erstbegehung des Nordostgrats des erst einmal bestiegenen zweithöchsten Berges der Erde scheitert 1976 jedoch in einer Höhe von 8400 Metern. Ab 8000 Metern wurde auf Flaschensauerstoff zurückgegriffen. Heinrich selbst kam nicht bis in die oberen Hochlager.
Der dritthöchste Berg der Erde, der fünfgipflige Kangchendzönga, war 1978 das Ziel einer polnischen Expedition, die jedoch nicht den Hauptgipfel, sondern die beiden noch unbestiegenen Süd- und Mittelgipfel in Angriff nehmen wollte. Nachdem das erste Gipfelteam am 19. Mai den 8476 Meter hohen Südgipfel erreicht hatte, kletterten Heinrich, Wojciech Brański und Kazimierz Olech am 22. Mai unter Verwendung von Flaschensauerstoff auf den 8473 Meter hohen Mittelgipfel. Erst im selben Monat hatten Reinhold Messner und Peter Habeler gezeigt, dass auch die höchsten Berge des Himalaya ohne zusätzlichen Sauerstoff besteigbar sind.
Im Herbst 1979 reiste eine polnische Expedition wieder ins Everestgebiet, um dessen südlichen Nachbarn zu besteigen. Am 4. Oktober 1979 erreichte Heinrich zusammen mit Janusz Skorek den Gipfel des 8516 Meter hohen Lhotse. Es ist Heinrichs erster Achttausender-Hauptgipfel. Am selben Tag waren auch Andrzej Czok und Jerzy Kukuczka, der hier den Grundstein für seine Besteigung aller Achttausender legte, erfolgreich. Czok und Kukuczka stiegen ohne, Skorek und Heinrich mit Zuhilfenahme von Sauerstoffflaschen. Der Expedition gelang damit die vierte Besteigung des Lhotse.

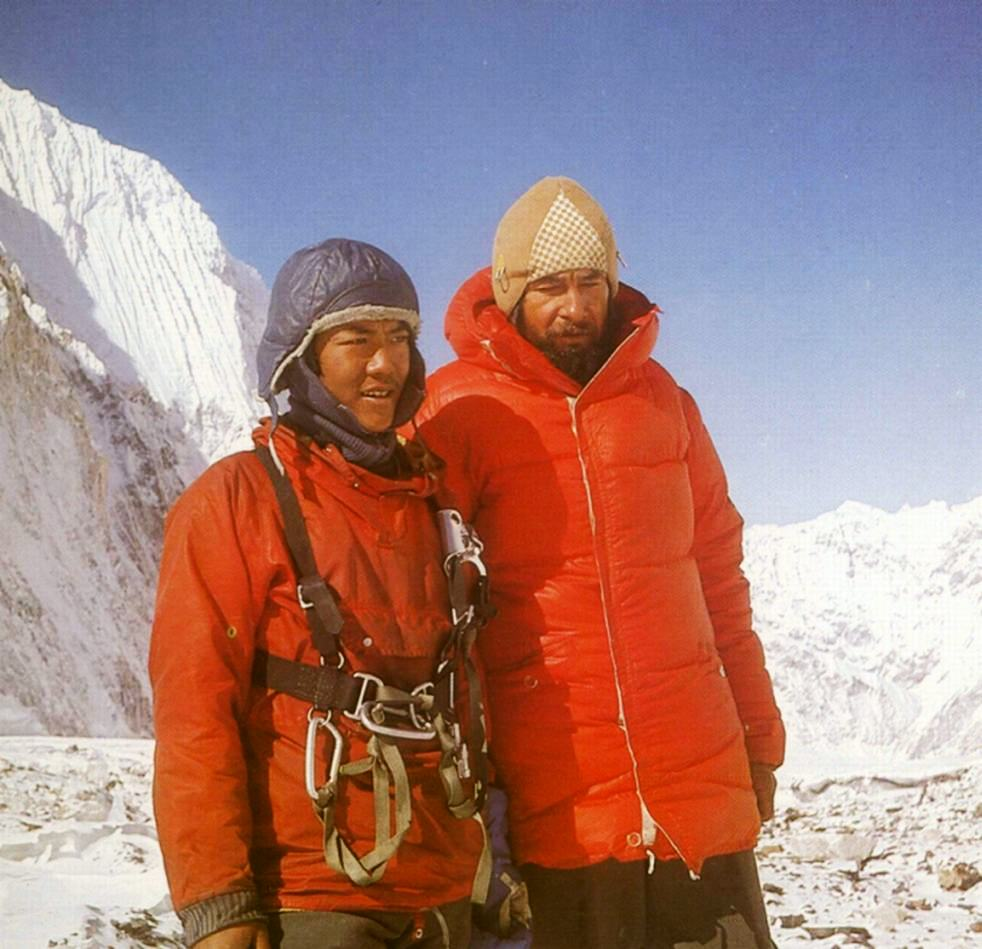
Heinrich und Pasang Norbu nach ihrem Besteigungsversuch des Mount Everest 1980

Nur wenige Monate später befand sich Heinrich erneut am Khumbu-Gletscher auf der Südseite des Mount Everest, wo am 31. Dezember 1979 das Basislager für die Winterbesteigung des Mount Everest errichtet wurde. Am 14. Februar erreichte Heinrich mit dem Sherpa Pasang Norbu eine Höhe von 8350 Metern. Heinrich war über den gescheiterten Gipfelversuch sehr enttäuscht, und versuchte, sich mit dem Erreichen eines neuen Höhenrekord im Winter zu trösten. Doch die Expedition endete schließlich erfolgreich, weil die nepalesischen Behörden dieses Mal eine Verlängerung der Expedition um 2 Tage gestatteten. So konnten Leszek Cichy und Krzystof Wielicki einen letzten Versuch starten. Sie erreichten am 17. Februar als erste den Gipfel des Mount Everest im Winter.
Andrzej Heinrich nahm 1981 an einer weiteren Expedition in den Karakorum teil, die den Masherbrum Südwest, einen 7806 Meter hohen Nebengipfel des Masherbrum (7821 m), zum Ziel hatte. Der Masherbrum Südwest war damals der höchste noch unbestiegene Gipfel im Karakorum. Heinrich, Marek Malatynski und Przemyslaw Nowacki erreichten den Gipfel über den Südwestgrat am 17. September um 15 Uhr 30. Im Abstieg waren sie gezwungen, auf über 7500 Metern Höhe im Freien zu biwakieren. Heinrich, der dabei als einziger auf der Windschattenseite des Gipfelgrates die Nacht verbrachte, kletterte am nächsten Morgen über den Grat und fand seine beiden Gefährten erfroren vor. Beim weiteren Abstieg stürzte Heinrich und fiel etwa 200 bis 300 Meter tief, ohne sich dabei ernsthaft zu verletzen. Er erreichte sicher das Lager.
Seine Teilnahme an der polnischen Makalu-Expedition 1982 verlief ohne nennenswerte Ergebnisse für Heinrich. Andrzej Czok erreichte den Gipfel am 10. Oktober im Alleingang. Nach dem Erreichen des Expeditionsziels untersagte der Expeditionsleiter weitere Besteigungsversuche durch andere Teilnehmer.
Im westlichsten Teil des Karakorums, dem Batura Muztagh, gelang Heinrich zusammen mit dem Polen Paweł Mularz und dem Deutschen Volker Stallbohm 1983 die Erstbesteigung des 7500 Meter hohen Batura IV. Nachdem die Südwand bis auf eine Höhe von 6400 Meter mit drei Hochlagern und Fixseilen versehen worden war, starteten die Drei ihren Gipfelgang vom Lager III aus im Alpinstil. Nach zwei Biwaknächten erreichten sie den Gipfel am 31. August. Drei Tage später waren weitere Mitglieder der Expedition erfolgreich. Auf der Rückreise durch den Iran wurde die Expeditionsmannschaft von zwei als Polizisten verkleideten bewaffneten Banditen überfallen und ihrer Reisekasse beraubt.

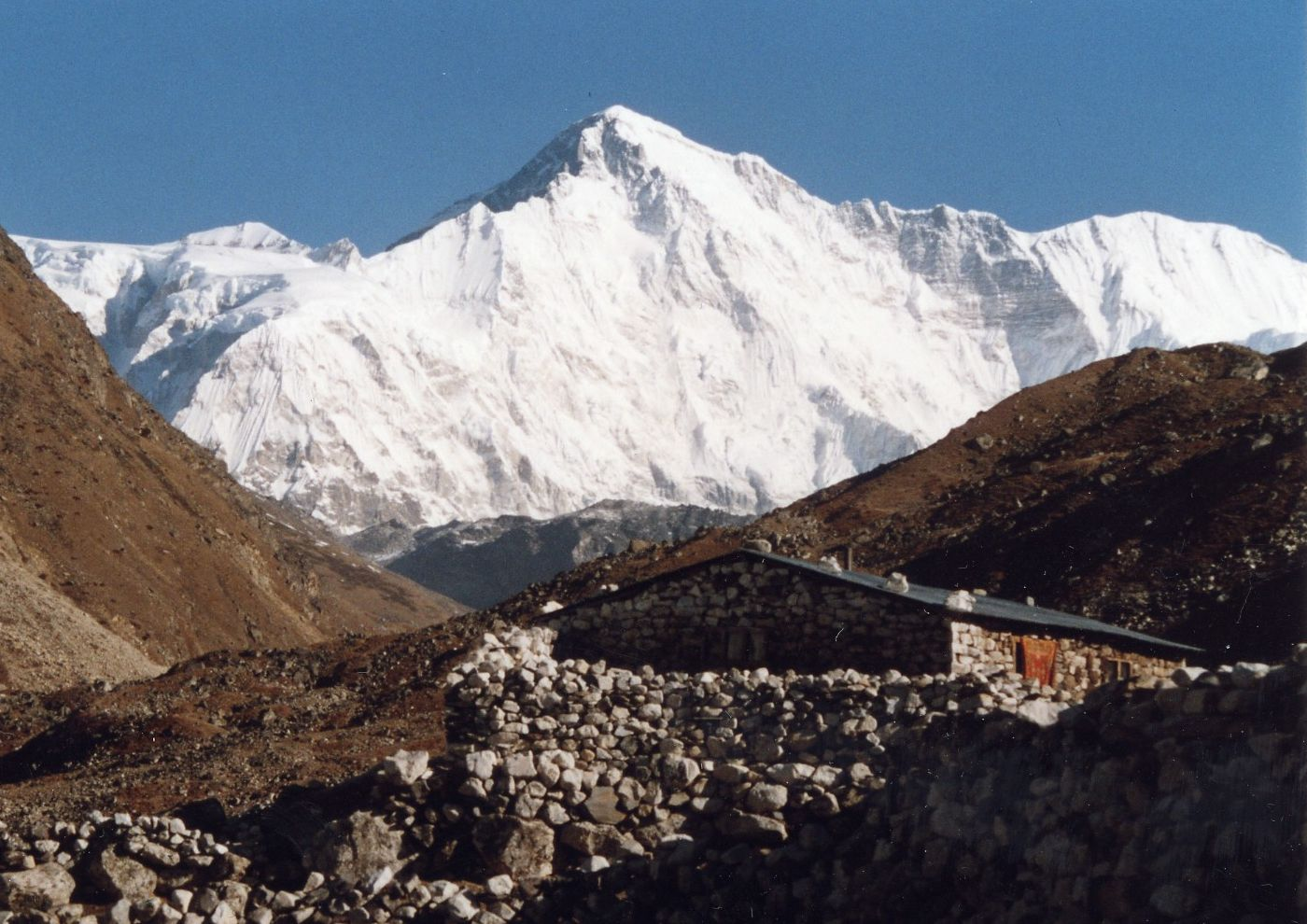
Die Südwand des Cho Oyu. Der Pfeiler ist rechts der Gipfelfalllinie erkennbar

Im Winter 1985 hatte eine erneut von Andrzej Zawada geleitete Expedition den 8188 Meter hohen Cho Oyu als Ziel. Zur Expedition gesellte sich Jerzy Kukuczka, nachdem er am 21. Januar bereits den Dhaulagiri im Winter bestiegen hatte. Als Route wurde der schwierige und bisher unbegangene Südostpfeiler gewählt. Die erste Winterbesteigung des Berges gelang Maciej Paw1ikowski und
Maciej Berbeka am 12. Februar. Drei Tage später, am letzten Tag der offiziellen Winter-Saison, erreichten auch Heinrich und Kukuczka den Gipfel.
Im Sommer 1985 reiste Heinrich zur Südwand des Nanga Parbat. Die Route über die Rupal Buttress, den Südostpfeiler, wurde bereits 1982 von Ueli Bühler bis zum Südgipfel (8042 m) durchstiegen. Den Polen Heinrich und Kukuczka sowie dem Mexikaner Carlos Carsolio und dem Amerikaner Slavomir Lobodziński gelang die Vollendung dieser Route mit der Überschreitung des Südgipfel und dem Aufstieg zum Hauptgipfel am 13. Juli. Tragischerweise war zuvor der Pole Piotr Kalmus beim Abstieg von Lager zwei zu Lager eins zu Tode gestürzt. Glück im Unglück hatte Heinrich beim Abstieg, denn während er den Karabiner am Fixseil wechselte, traf ihn ein herabfallender Stein am Kopf. Er stürzte, schaffte es jedoch irgendwann, sich am Fixseil festzuklammern.
1988 reiste Heinrich wieder ins Batura Muztagh im Karakorum. Mit Paweł Kubalski und wiederum Volker Stallbohm erreichte er aus nach sechs Tagen in schwerem Klettergelände (gezählt ab Lager drei) den 7785 Meter hohen Hauptgipfel des Batura Sar am Morgen des 13 Juli. Nach einem Wetterumsturz im Abstieg mussten sie drei Nächte in Schneehöhlen biwakieren. Dabei zog sich Stallbohm eine Venenentzündung zu und Heinrich erlitt innere Blutungen. Die ganze Expeditionsmannschaft musste ihnen beim Abstieg zum Basislager helfen.
Im Alter von 51 Jahren nahm Heinrich 1989 an einer weiteren Expedition zum Mount Everest teil. Die Route über den Westgrat und durch das Hornbein-Couloir wurde von Eugeniusz Chrobak und Andrzej Marciniak mit der Gipfelbesteigung am 24. Mai vollendet. Am 27. Mai waren Chrobak und Marciniak sowie Heinrich, Mirosław Dąsal, Mirosław Gardzielewski und Wacław Otręba auf dem Weg zum Basislager oberhalb des 6000 Meter hohen Lho La, dem Pass am Ende des Everest-Westgrats. Hier wurden sie von einer Lawine mitgerissen, die Fixseile brachen. Dąsal, Gardzielewski und Otręba waren auf der Stelle tot, Heinrich verstarb wenig später. Chobrak starb in der folgenden Nacht. Nur Andrzej Marciniak war relativ unverletzt. Er schaffte es, zurück zu Lager eins zu klettern, wo er dank des Funkkontakts zum Basislager von einer aus Kathmandu gestarteten Rettungsexpedition geborgen werden konnte. Das Lawinenunglück stellte die größte Katastrophe in der fünfzigjährigen Geschichte des polnischen Himalayabergsteigen dar. Im Herbst desselben Jahres suchte eine polnische Bergungsexpedition ohne Erfolg nach den Leichen der fünf Getöteten. Ein Priester hielt eine Trauermesse am Platz von Lager eins, Gedächtnistafeln wurden sowohl am Basislager am Khumbugletscher auf der Südseite als auch an der Moräne des Rongpu-Gletschers auf der Nordseite des Mount Everest angebracht.

## Bibliografie
- Janusz Kurczab: Lexikon der polnischen Himalaya-Bergsteiger. Agora SA – Biblioteka Gazety Wyborczej, Warszawa 2008, ISBN 978-83-7552-383-6.
- Zofia Radwańska-Paryska, Witold Henryk Paryski: Wielka encyklopedia tatrzańska. Mountain Publishing, Poronin 2004, ISBN 83-7104-009-1.